# Iolaus eurisus
Iolaus eurisus là một loài bướm thuộc họ Lycaenidae. Nó phân bố ở Senegal, Guinea, Sierra Leone, Bờ Biển Ngà, Ghana, Togo, Nigeria, Cameroon, Guinea Xích Đạo, Gabon và Cộng hòa Dân chủ Congo.

## Phân loài
- Iolaus eurisus eurisus (Guinea, Sierra Leone, Bờ Biển Ngà, Ghana, Togo, Nigeria)
- Iolaus eurisus helius (Fabricius, 1781) (Senegal, tây Guinea)
- Iolaus eurisus vexillarius Clench, 1964 (Cameroon, Guinea Xích Đạo, Gabon)